# Membrana nittitante

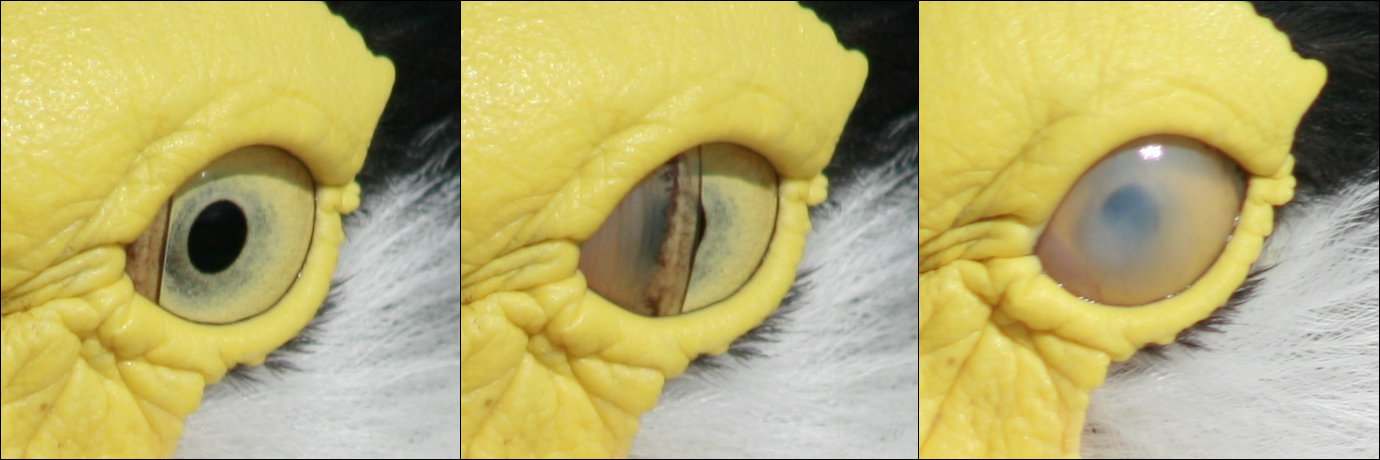
La membrana nittitante di una Vanellus miles miles

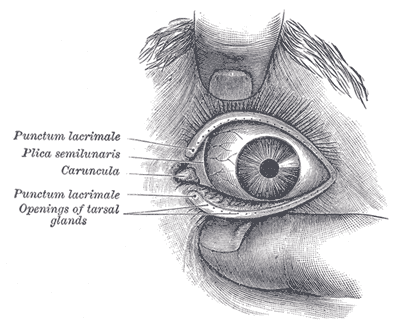
Nell'uomo la plica semilunaris è considerata resto vestigiale della membrana nittitante.

La membrana nittitante (dal latino nicto, nictare, cioè sbattere le palpebre) è una terza palpebra trasparente che si trova in alcune specie animali e che può essere calata sopra l'occhio per proteggerlo ed idratarlo mantenendo comunque la visibilità. Vari rettili, uccelli e squali hanno una vera e propria membrana nittitante, mentre in molti mammiferi (e tra questi anche l'uomo) c'è solo un piccolo residuo vestigiale all'angolo dell'occhio. Esiste tuttavia qualche mammifero (come il gatto, l'orso polare, le foche e l'oritteropo) che presenta una vera membrana nittitante. 
Dei sinonimi che identificano questa membrana sono terza palpebra in termini volgari e palpebra tertia o plica semilunaris della conjunctiva
in termini scientifici.

## Animali con membrana nittitante
Quest'organo è piuttosto diffuso tra uccelli, rettili, anfibi e pesci, meno tra i mammiferi dove si limita principalmente alle specie citate in precedenza, ai monotremi ed ai marsupiali. Si ritiene che la plica semilunaris ed i muscoli associati presenti nell'uomo siano i resti vestigiali della membrana nittitante.  Charles Darwin ha notato tra l'altro che la plica semilunaris è più accentuata negli Aborigeni africani ed australiani rispetto agli altri popoli.  Soltanto una specie di primati, l'Arctocebus calabarensis, ha una membrana nittitante funzionante.
A differenza di quanto fanno le palpebre umane, le membrane nittitanti si muovono orizzontalmente sopra al bulbo oculare. Nella maggior parte dei casi sono trasparenti. In alcuni animali che si immergono, come lamantini e castori, proteggono l'occhio dall'acqua, ed essendo trasparenti, consentono allo stesso tempo l'orientamento subacqueo. In altri animali che trascorrono molto tempo in acqua, ad esempio nei leoni marini, la membrana si attiva a terra, per pulire l'occhio da sabbia ed altri detriti. Queste funzioni sono le principali anche negli altri animali. I genitori degli uccelli rapaci le usano anche per non correre rischi mentre nutrono i cuccioli, oltre che, come riscontriamo nel falco pellegrino, quando volano ad alta velocità, per ripulire l'occhio dal pulviscolo atmosferico. Gli orsi polari le usano per evitare di essere accecati dalla neve, mentre negli squali la protezione è fornita soprattutto quando i predatori si scontrano fisicamente con le prede. I picchi sbattono le loro membrane un millisecondo prima di colpire il legno con il becco, in modo da evitare di ferirsi gli occhi con delle schegge.
Atteggiamento tipico di cani e gatti è tenere le membrane, che di solito non si vedono, costantemente chiuse per segnalare una malattia o un forte disagio. Può essere tuttavia vista anche se si apre delicatamente la palpebra di questi animali mentre dormono, o se si fa pressione sul bulbo oculare. Vi sono molte razze di cane dove la membrana collassa ed è a lungo (o sempre) visibile. In questi casi si parla di occhio a ciliegia.
Dal momento che molte specie sono dotate di un riflesso che chiude la membrana se l'occhio è stimolato (ad esempio se vi si soffia contro), essa è sfruttata in diversi esperimenti. Tipici esempi sono gli esperimenti di condizionamento classico sui conigli.

## Galleria d'immagini

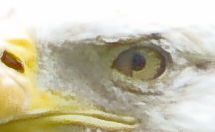
La membrana di un'Aquila di mare testabianca (Haliaeetus leucocephalus)
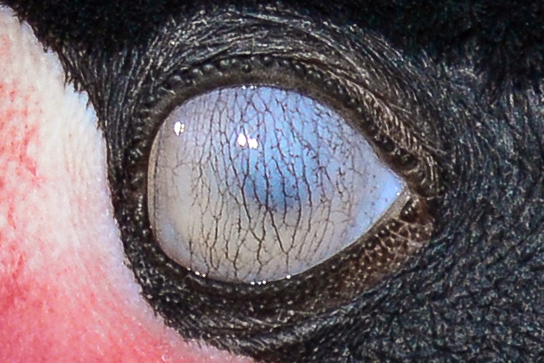
La membrana nittitante in una gru coronata nera. Ben visibile una serie di arterie che pervadono questa membrana sottile.
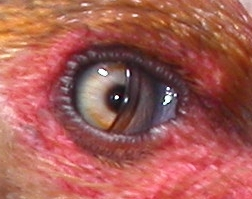
La membrana nittitante di una gallina
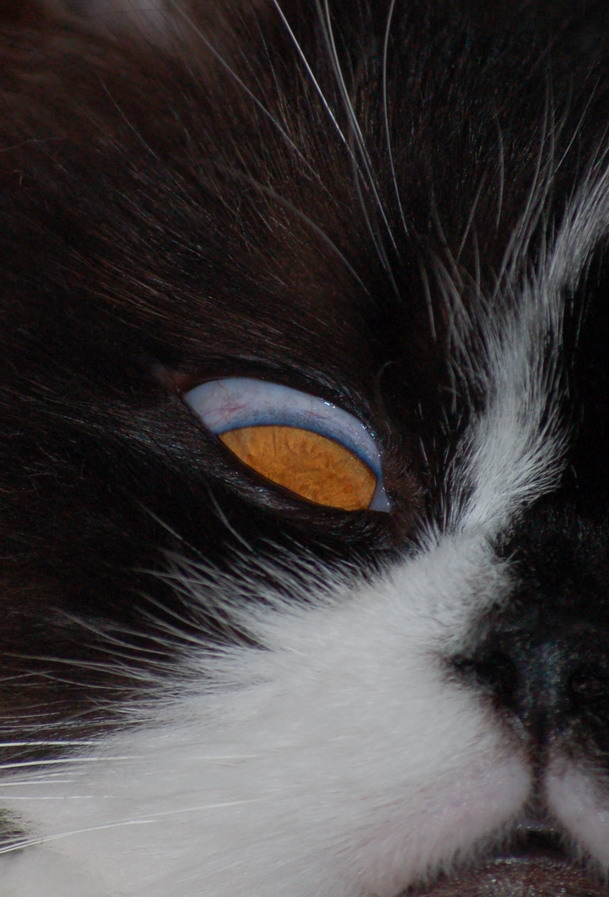
La membrana nittitante in un gatto